# جون راسيل تايلور (ناقد مسرحي)
جون راسيل تايلور (بالإنجليزية: John Russell Taylor)‏ هو ناقد مسرحي وكاتب وصحفي وناقد سينمائي بريطاني، ولد في 19 يونيو 1935.

## وصلات خارجية
- جون تايلور على موقع IMDb (الإنجليزية)
- جون تايلور على موقع روتن توميتوز (الإنجليزية)